# 久保常明
久保 常明（くぼ つねあき、1903年10月11日 - 没年不明）は、日本の経営者。香川県出身。

## 経歴
1929年に東京帝国大学法学部政治学科を卒業し、同年に近畿日本ツーリストに入社。1955年9月に近畿日本ツーリスト専務に就任し、1958年10月に社長に就任。1976年1月に取締役に退いた。
1976年4月に勲四等瑞宝章を受章。